# راندي كرامر
راندي كرامر (بالإنجليزية: Randy Kramer)‏ هو لاعب كرة قاعدة أمريكي، ولد في 20 سبتمبر 1960 في بالو ألتو في الولايات المتحدة.

## وصلات خارجية
- راندي كرامر على موقعبيزبول رفرنس.كوم (الدوري الرئيسي) (الإنجليزية)
- راندي كرامر على موقعبيزبول رفرنس.كوم (الدوري الثانوي) (الإنجليزية)